# 序列分析
序列分析是指通过一定的方法确定DNA上核苷酸排列的顺序，包括序列比对。序列分析是分子生物学的重要技术之一。